# .lc
.lc este un domeniu de internet de nivel superior, pentru Sfânta Lucia (ccTLD).